# Liste de boissons indiennes

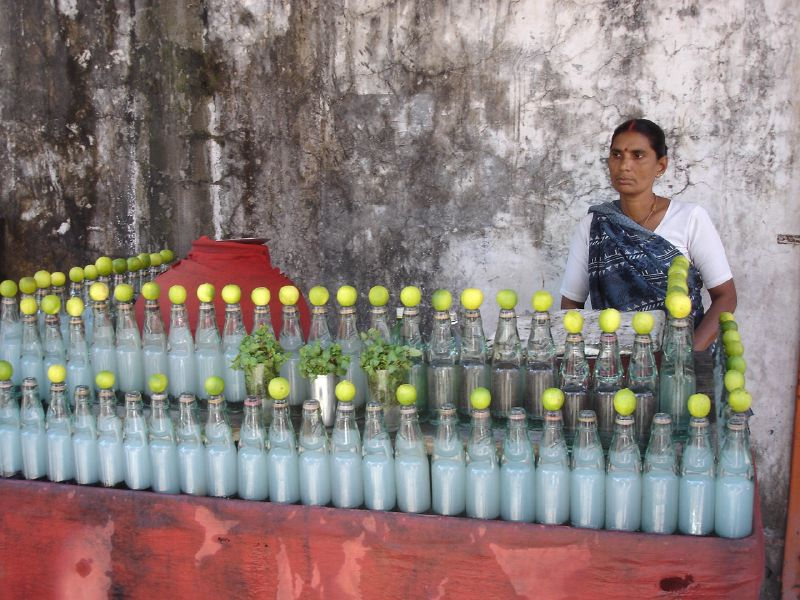
Vendeuse des rues de banta à Rishikesh

Cette liste de boissons indiennes, pour l'instant non exhaustive, recense les boissons indiennes.
Avec un climat aussi varié et extrême que celui de l'Inde, les habitants ont besoin d'une myriade d'options pour étancher leur soif en fonction des conditions climatiques, allant des boissons chaudes en hiver aux boissons glacées en été. Les différentes régions du pays servent des boissons préparées avec un assortiment éclectique d'ingrédients, notamment des épices, des saveurs et des herbes locales. Disponibles dans les rues, ainsi que sur les menus des hôtels chics, ces boissons ajoutent à la cuisine de l'Inde.

## Boissons rafraîchissantes
- Aam panna (en)
- Banta
- Jal-jeera
- Neera (en)
- Nimbu pani
- Sharbat
- Shikanjvi

## Boissons lactées
- Bhang
- Falooda
- Khoo kheer
- Jigarthanda (en)
- Lassi
- Thandai

## Boissons chaudes

### Café
- Café filtre indien
- Café instantané

### Thé
- Kahwah
- Thé Assam
- Thé au beurre
- Thé au lait
- Thé darjeeling
- Thé masala
- Thé nilgiri
- Thé noir
- Thé vert

## Boissons alcoolisées
- Arrack
- Chang
- Cholai (en)
- Cobra Beer
- Fenny
- Kingfisher
- Tongba
- Vin de palme
- Vin indien

## Boissons industrielles
- Thums Up